# Alpinia smithiae
Alpinia smithiae är en enhjärtbladig växtart som beskrevs av M.Sabu och Mangaly. Alpinia smithiae ingår i släktet Alpinia och familjen Zingiberaceae. Inga underarter finns listade i Catalogue of Life.